# Греко-турецька війна (1897)
Греко-турецька війна 1897 була викликана повстанням християн проти турецького ярма на острові Крит.

## Передумови
Вироблений європейськими кабінетами у 1896 р. план реформ для Криту не вгамував країну, оскільки турецькі війська були залишені на острові. Задумані реформи залишилися на папері, і між християнами та мусульманами на Криті почалася збройна боротьба. У Канії багато християн було вбито, їхні будинки спалено. З іншого боку, християни брали в облогу пункти, зайняті турецькими гарнізонами.

## Події
Під враженням від новин, що надходили з острова вже в січні 1897 р. в Афінах відбувалися демонстрації, що мали за мету спонукати грецький уряд втрутитися на користь повсталих критян. Греки сподівалися на приєднання острова до Греції і на розширення кордонів з боку Епіра та Македонії.
На початку лютого грецький уряд відправив ескадру на Крит. Полковник Васеос висадився з грецьким загоном на острові і у прокламації до населення заявив, що грецький король вирішив покласти край сумному стану речей на острові військовим заняттям його. Турецький уряд же здійснив мобілізацію та посилив військові сили на Фессалійскому кордоні.
У лютому збірний загін з 450 європейських солдатів зайняв, за згодою турецького уряду, Ханью, про що і був повідомлений командир грецької ескадри. Були зайняті також Ретимно, Кандім та Сітія. 21 лютого європейські судна обстрілювали табір повсталих критян, оскільки останні атакували турецький гарнізон у Канії.
2 березня представники великих держав у Константинополі пред'явили Туреччині ноту з вимогою автономії для Криту. Грецькому уряду великі держави заявили, що за даних обставин Крит не може бути приєднаний до Греції, тому йому вирішено надати автономію, при повному збереженні цілісності Османської імперії. Держави зажадали відкликання грецьких кораблів і загонів з Криту, попереджаючи грецький уряд: якщо після закінчення 6 днів ця вимога не буде виконана, то вони не зупиняться ні перед якими примусовими заходами, щоб домогтися очищення греками острова.
Греція у відповідь ноті просила великі держави дозволити критянам висловитися самим про бажаність того чи іншого режиму. 21 березня держави оголосили блокаду Криту. 25 березня броненосці Міжнародної ескадри обстрілювали поблизу Ханьї інсургентів, які напали на турків. Наприкінці того ж місяця спадкоємець грецького престолу Костянтин, призначений головнокомандувачем, вирушив до Фессалії, на кордон.
На початку квітня, посли великих держав заявили грецькому уряду, що у разі збройного зіткнення на греко-турецькому кордоні відповідальність падає на нападаючу сторону. Держави вирішили зберегти загальний мир і не допустять, щоб нападаюча сторона отримала яку-небудь вигоду від нападу. 9-10 квітня іррегулярні грецькі загони перейшли кордон, але були вигнані турками. В середині квітня регулярні загони грецьких військ перейшли кордон у напрямку до Елассоне, тоді Туреччина оголосила війну Греції 18 квітня (за новим стилем) 1897 р.
На чолі стотисячної турецької армії стояв Едхем-паша. 17 квітня греки зайняли Арту. 19 квітня в Епірі відбулося зіткнення між греками і турками. З 21 по 23 квітня грецькі кораблі бомбардували Превезу на Епірському березі, але ніяких вигод Греція з дій свого флоту отримати не зуміла, хоча він був сильніший від турецького. Військові дії на головному (фессалійскому) театрі з самого початку пішли невдало для греків, яким протистояла велика турецька армія. 23 квітня греки зазнали поразки на північ від Турнавоса. Грецька армія відступила до Фарсалу, і вже 25 числа турки зайняли Ларису. Водночас греки були розбиті в Епірі, поблизу Пентепігіади, і змушені перейти назад через кордон. Напад при Канопуло також було відбитого. Ці невдачі викликали в Афінах хвилювання і повели до зміни міністерства. Міністр закордонних справ Теодорос Деліянніс пішов у відставку.
Раллі отримав доручення сформувати нове міністерство. 1 травня полковник Смоленіца відтіснив турецький загін при Велестіно, але вже 3 травня був змушений відступати. 5 травня відбувся бій при Фарсале, а вночі на 6 число греки несподівано для турків відступили до Домокосу, віддавши туркам всю Фессалію.
9 травня турки зайняли Волос. 10 травня грецький уряд звернувся до великих держав з проханням про посередництво, заявивши, що Васеосу вже дано наказ очистити Крит, воно погоджувалося визнати автономію острова і доручало інтереси Греції дбайливості великих держав.
12 травня представники держав передали турецькому міністру закордонних справ ноту, яка сповіщала Туреччину про посередництво великих держав і просила припинити військові дії. 15 травня турецький уряд висловив згоду на перемир'я, поставивши головними умовами такі вимоги: сплата Грецією військової винагороди у 10 мільйонів турецьких фунтів, відновлення колишнього кордону (тобто повернення Туреччині Фессалії), перегляд законів про права грецьких підданих у турецьких межах та укладання договору про видачу злочинців.
Військові дії, між тим, тривали. 17-19 травня греки зазнали нищівної поразки при Домокосі. Вночі 30-тисячна грецька армія відступила, спочатку до Отрісу, потім до Фермопілів. 19 травня було прийнято перемир'я на 17 днів, за умови встановлення демаркаційною лінії та очищення греками гаваней Салонік, Волосу та Арти.
25 травня великі держави повідомили турецький уряд, що вони відкидають поступку грецької території Туреччині і погоджуються лише на виправлення кордону і на військову винагороду. На початку червня розпочато мирні переговори, причому Туреччина погодилась продовжити перемир'я. Спроби султана настояти за допомогою звернень до європейських монархів на початкових турецьких вимогах залишилися безрезультатними, і 22 червня турецьке уряд прийняв головні умови, вироблені послами.

## Підсумки
18 вересня було підписано попередній, а 4 грудня — остаточний мирний договір. Греція зобов'язалася сплатити Туреччині військову винагороду у 4 мільйони турецьких фунтів (що також призводило до цілком законного європейського контролю над грецькими фінансами) і погодилася на виправлення Фессалійського кордону на користь Туреччини, яка завдяки цьому зайняла дуже вигідне стратегічне положення, проте Фессалія залишалася за Грецією. Туреччина ж зобов'язалася протягом місяця піти з Фессалії.
Греція сплатила також 100 тис. турецьких фунтів винагороди приватним особам, потерпілим від війни. Ця війна сильно розхитала грецькі фінанси, а серед мусульман викликала підйом духу.